# マフムード・カーシュガリー

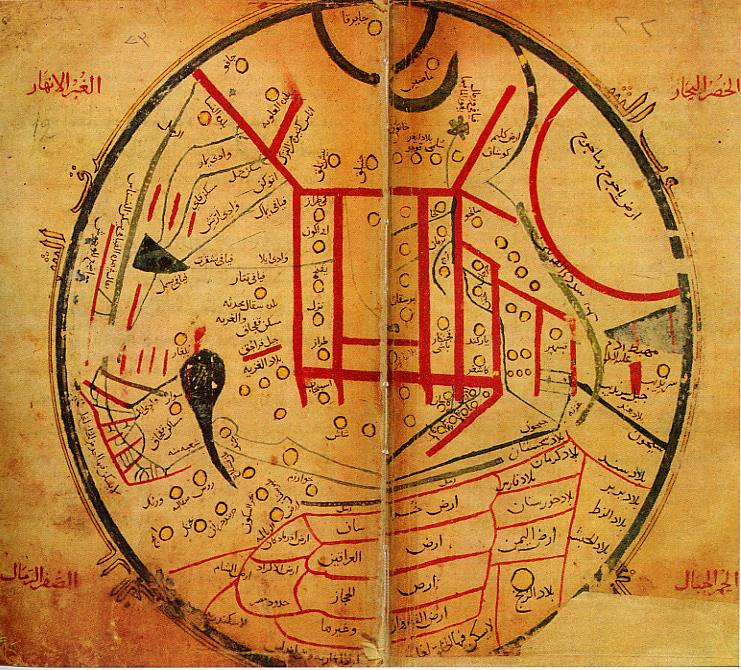
『テュルク語集成』に収録されたベラサグンを中心とする世界地図。地図の上部に書かれている島「ジャーバルカー」は日本と考えられている

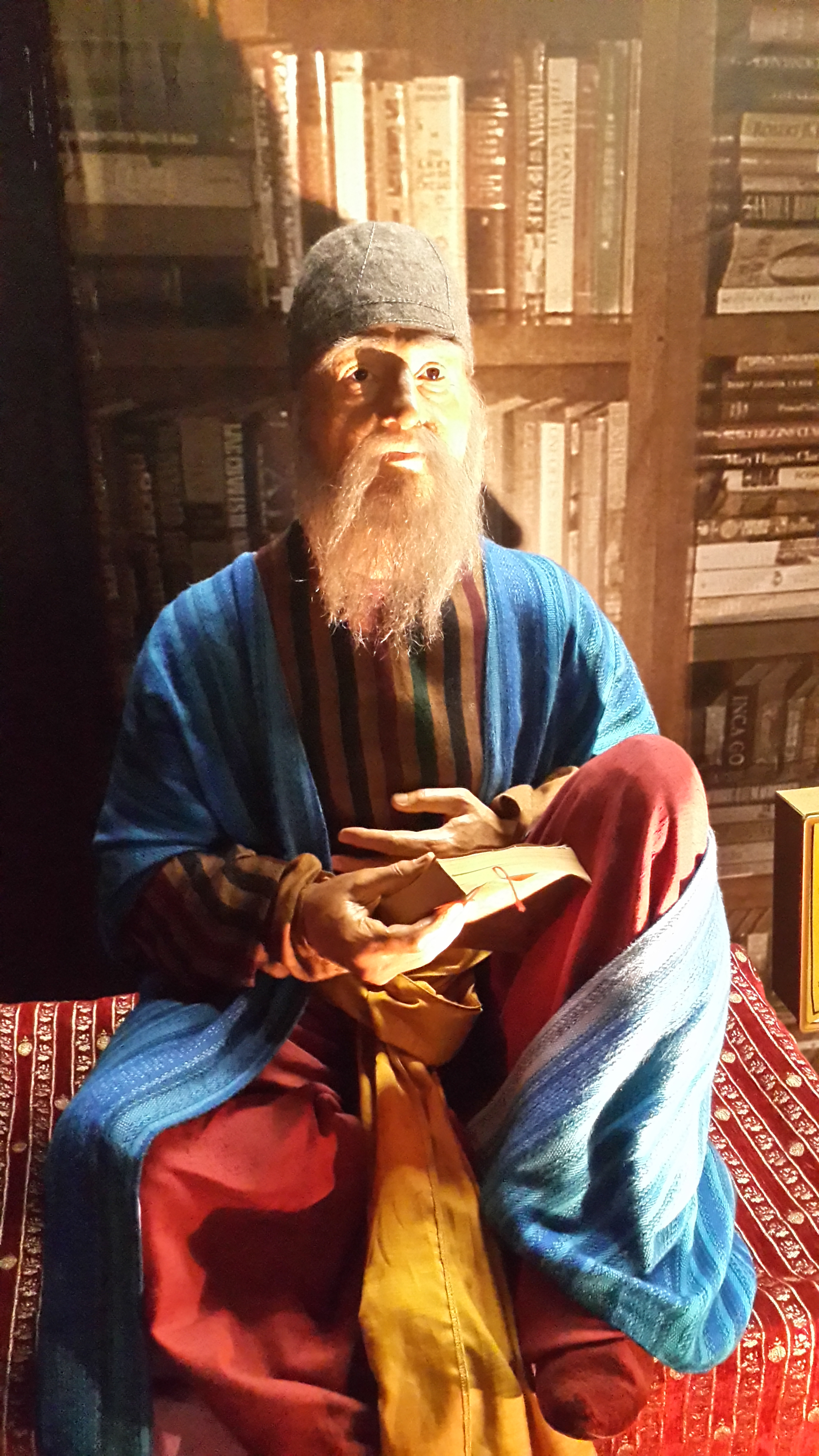

マフムード・カーシュガリー（アラビア語: محمود بن الحسين بن محمد الكاشغري、Maḥmūd ibnu 'l-Ḥussayn ibn Muḥammad al-Kāšġarī、? - ?）は、かつて中央アジアに存在したカラハン朝の学者。歴史上最古のアラビア語・テュルク語の辞典『テュルク語集成（ディーワーン・ルガート・アッ＝トゥルク）』を著した人物である。2008年は国際連合教育科学文化機関（UNESCO）によってカーシュガリーの事跡を記念する国際年に制定されている。

## 生涯、著作
マフムード・カーシュガリーは11世紀のカシュガルで誕生したが、彼の生涯に関する詳しい記録は残されていない。東カラハン朝の君主ムハンマドがマフムードの祖父だと考えられており、父のフサインはバルスハン地方の貴族であり、後にバルスハンからカシュガルに移住した。
マフムードはカラハン朝の王位継承権を巡る争いの中で父と近親者を毒殺され、近隣のテュルク系民族の下を転々とした。東ローマ帝国の国境地帯から中国の辺境部に至る地域を遍歴した後、アッバース朝の首都バグダードを訪れた。5年の月日をかけて辞典を編纂し、1077年（もしくは1083年）に『テュルク語集成』をカリフ・ムクタディーに献呈した。『テュルク語集成』のほかに文法書『チュルク語文法宝典』も著したが、この書は散失した
バグダードで作成された『テュルク語集成』の原本の写本はアッバース朝の滅亡後にエジプト・シリアのマムルーク朝の支配領域に移され、早くとも1266年に写本のコピーが作成された。写本は何度か持ち主を変えた後、マムルーク朝の滅亡後にオスマン帝国の首都イスタンブールへとわたる。その後写本は古書店に並び、写本を買い取った蔵書家のアリー・エミリーによって1917年から1919年の間に3巻本として活字出版された。これまで『テュルク語集成』と著者であるカーシュガリーの存在は長らく忘れられていたが、写本の出版によって再び注目を集め、多くの学者の研究の対象となる。『テュルク語集成』の写本は写真版とカラーファクシミリ版が出版され、トルコ語、ウズベク語、現代ウイグル語、英語に訳された。

## ウイグル民族との関係
中華人民共和国で民族政策が緩和され、少数民族の言語と文化の尊重が掲げられると、1980年代から1990年代にかけてムスリムの少数民族の間にも民族と歴史を模索する動きが見られるようになり、そうした運動の中でカーシュガリーが取り上げられた。1982年末から翌年にかけて、カシュガルから約45km南西のウパール（オパル）で彼の墓が「発見」された。研究者による現地での聞き取りや考古学的調査が行われた結果、これまではヘズレティ・モッラムの墓として知られていたウパールの墓廟が実はカーシュガリーの墓だと判明し、カーシュガリーは89歳の時に帰郷し、97歳の時に故郷で没したという。墓の発見は新疆ウイグル自治区の政府によって公式に承認され、新たな墓廟が建立されたが、「発見」された墓の真偽は疑問視されている。1980年代の新疆ウイグル自治区ではユースフ・ハーッス・ハージブなどの文化的偉人の発見が相次ぎ、墓の「発見」の背景にはカーシュガリーに自治区に居住するウイグル民族の英雄としての性格を持たせる意味があったと考えられている。1981年から1984年にかけて『テュルク語集成』の現代ウイグル語版が出版され、1994年にはウイグル族の作家によってカーシュガリーの生涯を題材とする歴史小説が発表された。